# Cool and Crazy
Cool and Crazy ist ein Jazzalbum von Shorty Rogers and His Orchestra Featuring The Giants. Die am 26. März und 2. April 1953 in den NBC Studios in der North Vine Street in Hollywood entstandenen Aufnahmen erschienen 1953 auf RCA Victor. Sie waren ursprünglich im 1953 neuen 25-cm-LP-Format oder als Paar EPs erhältlich.

## Hintergrund
Unter dem Namen Shorty Rogers & His Giants hatte der Trompeter bereits einige Alben aufgenommen, mit einem achtköpfigen Ensemble, das eine Parallele zur bahnbrechenden Arbeit von Miles Davis’ Birth of the Cool-Gruppe 1951 bildete. Nach einer weiteren Giants-Session im Januar 1953 begann Rogers seine Big-Band-Arbeit mit den Musikern, die auf diesem Album zu hören sind. Er hat das gesamte Material geschrieben und arrangiert, das von dichten und treibenden Stücken wie „Boar-Jibu“ und dem Latin-Swinger „Chiquito Loco“ bis zur tonal reichhaltigen Ballade „Contours“ reicht. Mitgewirkt haben ehemalige Giants-Mitglieder wie der Altsaxophonist Art Pepper, der Posaunist Milt Bernhart, der Tenorsaxophonist Jimmy Giuffre und der Schlagzeuger Shelly Manne.
Im Shorty Rogers Orchestra spielten außerdem Conrad Gozzo, Maynard Ferguson, Tom Reeves und John Howell (Trompete), John Halliburton und Harry Betts (Posaune), John Graas (Waldhorn), Gene Englund (Tuba), Bud Shank (Altsaxophon), Bob Cooper (Baritonsaxophon), Marty Paich (Piano) und Curtis Counce (Bass).

## Titelliste
- Shorty Rogers and His Orchestra: Cool and Crazy (RCA Victor LPM3138)[2][3]

1. Coop de Graas 2:58
2. Infinity Promenade 3:36
3. Short Stop 3:16
4. Boar-Jibu 3:37
5. Contours 3:21
6. Tale of an African Lobster 3:26
7. Chiquito Loco 3:28
8. The Sweetheart of Sigmund Freud 2:41

Die Kompositionen stammen von Shorty Rogers. Die Bonustracks der späteren CD-Versionen („Pay the Piper“, „At Home with Sweets“, „Pink Squirrel“, „Blues Express“) stammen von einer Session der Band (in abweichender Besetzung, u. a. mit Sweets Edison, Bill Holman, Lou Levy, Charlie Mariano und Jack Montrose) vom 5. Juli 1956.

## Rezeption
Der in Massachusetts geborene, aber für seine Westküsten-Jazz-Innovationen bekannte Trompeter und Arrangeur Shorty Rogers habe sich mit dieser schönen Sammlung von Big-Band-Arrangements aus dem Frühjahr 1953 einen Namen als Bandleader gemacht, schrieb Stephen Cook, der dem Album in Allmusic vier Sterne verlieh. Rogers würde durchweg eine geschickte Hand beweisen und es schaffen, sein komplexes und abwechslungsreiches Material nahtlos und überaus schwungvoll klingen zu lassen. Das Album sei ein Klassiker aus der Bigband-Ära der 1950er-Jahre.
Nach Ansicht von Marc Myers, der das Album in seinem Blog Jazzwax rezensierte, ist dies eines der besten Alben von Shorty Rogers. Dessen Kompositionen und Arrangements seien großartig, mit vielen kontrapunktischen Linien, und seine Band liefere eine enorme instrumentale Schlagkraft. Für Myers gibt es nur eine Handvoll Alben, die wie Hollywood in den frühen 1950er-Jahren klingen, als der West Coast Jazz aufkam und man den Aufnahmen die Begeisterung der Musiker anhören konnte. „In Los Angeles konnten sie ihren Lebensunterhalt allein in den Aufnahmestudios [Hollywoods] verdienen, sie mussten nicht mehr auf anstrengende Big-Band-Tourneen gehen. Das Wetter war das ganze Jahr über perfekt, der Strand in der Nähe; sie konnten sich ein schönes Haus im San Fernando Valley leisten, und die Autobahnen waren neu und relativ frei von Staus.“ All dies sei in den Sound von Cool and Crazy eingeflossen.